# Gairo (Olaszország)
Gairo település Olaszországban, Szardínia régióban, Ogliastra megyében. Lakosainak száma 1285 fő (2023. január 1.). Gairo Cardedu, Jerzu, Osini, Tertenia, Ussassai, Arzana, Lanusei, Seui és Ulassai községekkel határos.

## Népesség
A település lakossága az elmúlt években az alábbi módon változott:
| Lakosok száma | 1445 | 1412 | 1285 |
|               | 2017 | 2018 | 2023 |